# Slantschesar Zankow
Slantschesar Zankow (bulgarisch Слънчезар Цанков; * 21. Juli 1959, englische Transkription Slantchezar Tzankov) ist ein bulgarischer Badmintonspieler. 

## Karriere
Slantschesar Zankow wurde 1990 erstmals nationaler Meister in Bulgarien, wobei er im Herrendoppel mit Anatoliy Skripko erfolgreich war. Ein weiter Titelgewinn folgte 1992 im Mixed mit Diana Filipova. 1991, 1995 und 2001 nahm er an den Badminton-Weltmeisterschaften teil. 1994 siegte er bei den Italian International, 2000 bei den Greece International. 2002 wurde er Senioren-Europameister im Herrendoppel.